# ソパ・デ・マリスコス

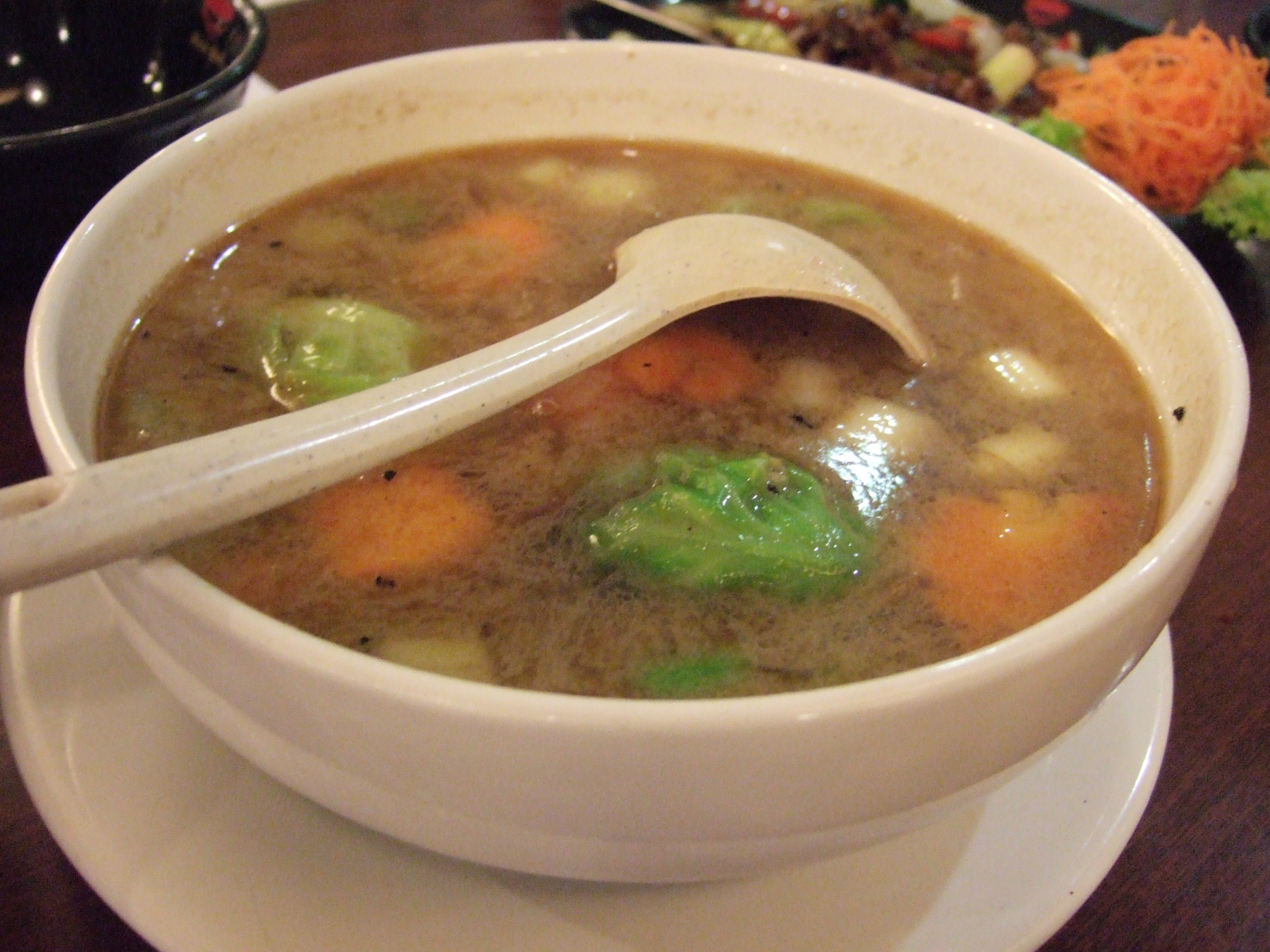
ソパ・デ・マリスコスの例。写真はインドネシアのジャカルタの食堂で撮影された海鮮スープである。

ソパ・デ・マリスコスは、魚介類の入ったスープ全般をさすスペイン語、またはそのようなスープ料理全般のことである。特定の1種類のスープ料理をさす言葉ではない。スペイン語では「sopa de mariscos」と書き、「sopa」は「スープ」、「de」は「～からなる」、「mariscos」は「魚介類」を意味するので読んで字の如くである。ただしスープの具として使用する食材は必ずしも魚介類だけに限定されているわけではなく、魚介類の他に野菜などが入れられることもある。ソパ・デ・マリスコスは別にスペイン料理というわけではなく、魚介類の採れる地域であれば普通に見られる料理の1つでありアジアなどスペイン語圏以外でも見られる。つまりトムヤムクン（エビ入りスープ）、クラムチャウダー（二枚貝の入ったスープ）、三平汁（日本の魚介類を用いた汁物の1つ）などもスペイン語で言うソパ・デ・マリスコスである。